# Comité présidentiel des conseillers en science et technologie
Le Comité présidentiel des conseillers en science et technologie (en anglais : President's Council of Advisors on Science and Technology, PCAST) est un conseil créé en 2001 et plusieurs fois recréé, dans diverses administrations américaines, avec un large mandat pour conseiller le président des États-Unis sur la science et la technologie.

## Historique
Le PCAST est créé par le décret no 13226 du 30 septembre 2001 par George W. Bush, recréé par le décret no 13539 de Barack Obama du 21 avril 2010, par le décret no 13895 de Donald Trump du 22 octobre 2019 et par le décret no 14007 de Joe Biden du 1er février 2021. Il est lié à l'Office of Science and Technology Policy (OSTP).
De nombreux scientifiques réputés ont fait ou font partie du PCAST.
Le 5 décembre 2024, le président élu Donald Trump nomme l'investisseur et homme d'affaires David Sacks à la tête du Comité présidentiel des conseillers en science et technologie. Il est également czar (en) en charge de l'intelligence artificielle et des cryptomonnaies, au sein de sa seconde administration,.